# Diadema (гриби)
Diadema — рід грибів родини Diademaceae. Назва вперше опублікована 1989 року.

## Класифікація
До роду Diadema відносять 14 видів:
- Diadema acuta
- Diadema acutum
- Diadema ahmadii
- Diadema cincta
- Diadema cinctum
- Diadema curta
- Diadema curtum
- Diadema hexamera
- Diadema hexamerum
- Diadema obtusa
- Diadema obtusum
- Diadema sieversiae
- Diadema tetramera
- Diadema tetramerum